# Люин, Мари-Шарль-Луи д’Альбер
Мари-Шарль-Луи д'Альбер де Люин (фр. Marie-Charles-Louis d'Albert de Luynes; 24 апреля 1717 — 8 октября 1771) — 5-й герцог де Люин, пэр Франции, титулярный князь Невшательский и Валанженский, и принц Оранский, французский военачальник, рыцарь орденов короля.

## Биография
Сын герцога Шарля-Филиппа д'Альбер де Люина и Луизы-Леонтины-Жаклин де Бурбон-Суассон.
Первоначально известный как герцог де Монфор, поступил на службу в 1731 году мушкетером. 12 марта 1732 года получил роту в кавалерийском полку Люина, которым командовал его отец. После его отставки 6 июля стал кампмейстером этого полка, и принял титул герцога де Шеврёз. Командовал полком при осаде Филиппсбурга в 1734 году, и в Рейнской армии в 1735-м.
9 июня 1736 года был назначен главным кампмейстером драгун и произведен в бригадиры; отставлен от командования полком.
В начале войны за Австрийское наследство 20 июля 1741 году был назначен в армию, посланную в Богемию. Командовал шестью сотнями драгун во время штурма Праги, был на биваке у Писека, сражался в битве при Сахаи под командованием маркиза де Мирпуа; с драгунами и карабинерами атаковал вражескую кавалерию, и отбросил её в лес, получив четыре легких ранения. Отличился при обороне Праги, при отступлении из города командовал драгунами в армии маршала Бель-Иля. Вернулся во Францию в феврале 1743 года, 20 февраля произведен в лагерные маршалы.
1 апреля 1743 году был направлен в Рейнскую армию маршала Ноая, сражался в битве при Деттингене и закончил кампанию в нижнем Эльзасе.
В 1745—1748 годах служил в армии короля во Фландрии. В 1745 году сражался при Фонтенуа, участвовал в осаде Турне, был в составе отряда графа фон Лёвендаля, овладевшего Гентом. В 1746 году участвовал в осаде Брюсселя Морицем Саксонским, после осады Антверпена был назначен первым лагерным маршалом корпуса графа де Клермона, осаждавшего Намюр, затем участвовал в битве при Року.

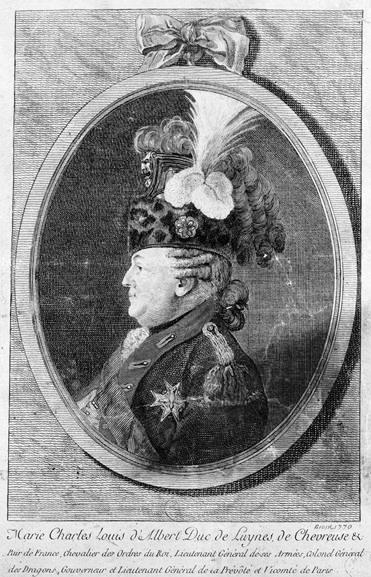
Герцог де Люин в униформе генерал-полковника драгун в 1770 году.

В 1747 году сражался при Лауфельде, а при осаде Берген-оп-Зома отразил ночную атаку противника. 1 января 1748 года был произведён в генерал-лейтенанты армий короля, участвовал в осаде Маастрихта, в июне вернулся во Францию.
24 января 1754 года был назначен генерал-полковником драгун после отставки маршала Куаньи.
1 марта 1757 года был назначен в Германскую армию, участвовал в битве при Хастенбеке, командовал несколькими отрядами, с которыми вторгся в Ганноверское курфюршество. Командовал корпусом из 10 пфальцских батальонов, 4-х эскадронов кавалерии и 13 эскадронов драгун, с которыми собирал контрибуцию на оккупированных территориях.
22 сентября 1757 года был назначен губернатором города, превотства и виконтства Парижа, вернулся во Францию в ноябре. 16 марта 1758 года был направлен в Германскую армию, с полками драгун, гусар и Наваррской бригадой был послан захватить Мёрс, затем участвовал в битве при Крефельде. Двинулся в Гельдерн и с успехом действовал в тылах и на коммуникациях противника, облегчив отступление французской армии к Рейну. Находился с отрядом в 3500 чел. в пяти лье перед основными силами. 18 октября его лагерь был атакован 14-тыс. авангардом принца Фердинанда Брауншвейгского, после упорного сопротивления герцог осуществил организованное отступление, дав время маршалу Контаду прийти на помощь.
В 1758 года стал герцогом де Люином. 1 января 1759 года был пожалован в рыцари ордена Святого Духа, получил его 2 февраля. 1 мая снова направлен в Германскую армию, командовал отдельным корпусом, шедшим впереди основных сил, захватывая позиции, с которых противник мог бы создать угрозу. Отправленный с 4 тыс. человек осаждать Липштадт, он начал блокаду города, когда известие о разгроме французов при Миндене, заставило его начать отступление. Вернулся во Францию в ноябре.

## Семья
1-я жена (22.01.1735, с папского разрешения): Тереза-Пелажи д'Альбер де Гренберген (1719—5.07.1736), дочь Луи-Жозефа д'Альбер де Люина, графа де Вертингена, принца де Гренбергена, и Мадлен-Мари-Онорин де Берг де Монтиньи, принцессы де Берг
- Сын, р. и ум. 14.10.1735

2-я жена (27.04.1738): Генриетта-Николь Пиньятелли-Эгмонт (19.04.1719—1.09.1782), дочь Прокопа Шарля Никола Огюстена Леопольда Пиньятелли, герцога ди Бизачча, графа д'Эгмонт, и Генриетты-Жюли де Дюрфор де Дюрас, 12.02.1751—15.04.1761 — придворная дама королевы Марии Лещинской
Дети:
- Генриетта-Шарлотта д'Альбер де Люин (23.03.1739—25.03.1744)
- Шарль-Мари-Леопольд д'Альбер де Люин (23.05.1740—12.04.1758), граф де Дюнуа, кампмейстер, лейтенант в полку генерал-полковника драгун 26.12.1755. Умер в Рурмонде
- Мари-Поль-Анжелика д'Альбер де Люин (7.09.1744—17.10.1781). Муж (2.05.1758): Луи-Жозеф д'Альбер де Люин, герцог де Шон (1741—1792)
- Луи-Жозеф-Шарль-Амабль д'Альбер де Люин (4.11.1748—20.05.1807), 6-й герцог де Люин. Жена (19.04.1768): Гиона-Жозефина-Элизабет де Монморанси-Лаваль (1755—1830), дочь маршала Франции Ги-Андре-Пьера де Монморанси, герцога де Лаваля, и Жаклин-Мари-Ортанс де Буйон
- Шарль-Казимир-Жозеф д'Альбер де Люин (5—6.02.1754), граф де Монфор
- Полин-Софи д'Альбер де Люин (16.12.1756— ), называемая мадемуазель д'Альбер